# Lluvia engelante

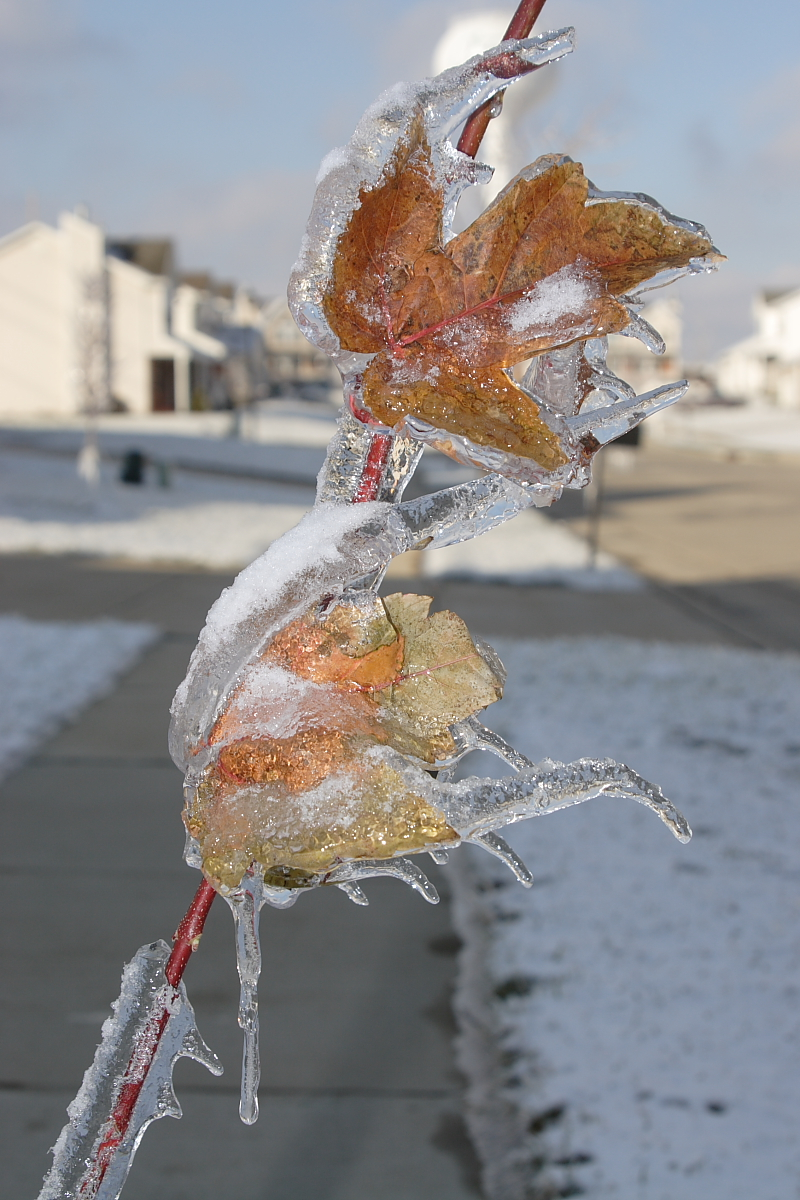
Detalle de una planta cubierta después de una tormenta de hielo.

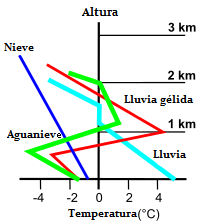
En rojo, la lluvia gélida

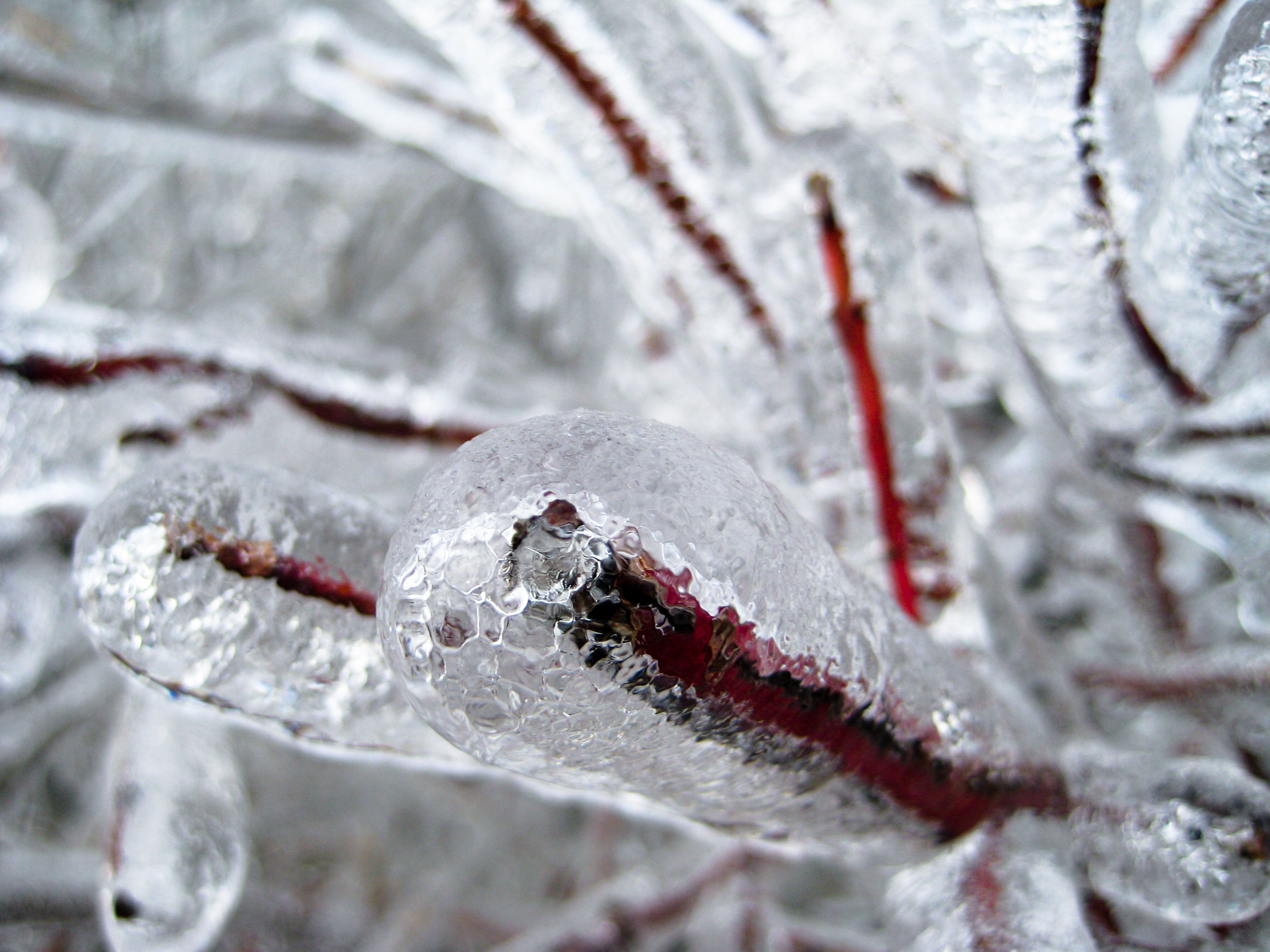
Foto ampliada de la punta de una rama donde se formó el hielo de lluvia

La lluvia engelante o lluvia gélida es un tipo de precipitación que comienza a caer desde las nubes a la superficie en forma de nieve, a grandes alturas, se derrite completamente mientras cae cuando atraviesa una capa de aire sobre la temperatura de congelación (0 °C), y luego encuentra una segunda capa inferior a más bajos niveles de temperatura que la primera, sobrefusionándose. Esta agua entonces se congelará al impactarse en cualquier objeto que encuentre, pudiendo el hielo acumularse hasta varios centímetros, mediante la forma de hielo glaseado. 

## Mecanismo
Usualmente, la tormenta de hielo se asocia con la aproximación de un frente cálido cuando el aire frío a una temperatura igual o inferior al punto de congelación, queda atrapada en los niveles más bajos de la atmósfera como corrientes de calor moderado en lo alto. En Norteamérica, por ejemplo, esto ocurre cuando un sistema de baja presión se mueve desde el valle del río Misisipi hacia los montes Apalaches y el valle del Río San Lorenzo, en la temporada fría del año, y existe un sistema de alta presión situándose más al Este. El aire cálido del golfo de México es con frecuencia el detonante de las precipitaciones congeladas.
El aire cálido luego es forzado más arriba, donde altera dramáticamente la temperatura en la capa media, alrededor de 800 milibares. Si la advección es lo suficientemente fuerte para calentar una delgada capa varios grados sobre el punto de congelación por un breve periodo, o una capa más grande levemente sobre los 0 °C por un periodo largo, la nieve que caiga en esta capa se fundirá y se convertirá en gotas de lluvia, las cuales se congelarán al contactar el suelo, si este está a una temperatura de 0 o menor a 0 °C.

## Efectos

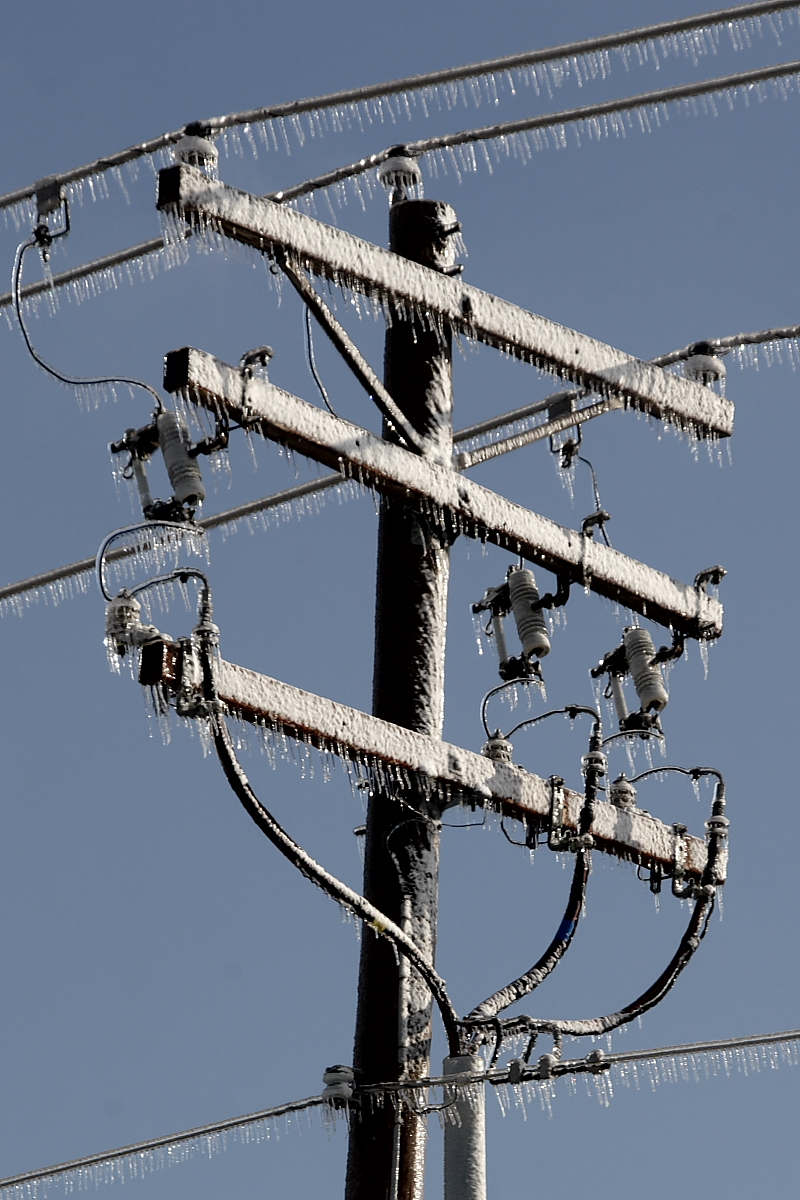
Líneas de alta tensión congeladas tras una lluvia.

A menudo, las tormentas de hielo causan importantes apagones eléctricos. Los cables cubiertos con hielo se vuelven extremadamente pesados, lo que provoca que se rompan los polos de apoyo, los aislantes y las líneas. Asimismo, las ramas de los árboles cubiertas con mucho hielo pueden quebrarse y desplomarse sobre el tendido eléctrico. Por otro lado, el hielo que se forma en las carreteras hace peligroso el manejo de vehículos. A diferencia de la nieve, el hielo húmedo produce una reducción en la tracción, y los vehículos son más proclives a deslizarse en pequeñas curvas del camino. 
Los efectos en la vegetación pueden ser graves, dado que las plantas no pueden soportar el peso del hielo. Algunos árboles, como las coníferas, pueden ser víctimas de las tormentas de hielo en la medida que sus acícula pueden atrapar el hielo, pero no son capaces de aguantar el peso de este.